# Samtgemeinde Nord-Elm
Nord-Elm er et amt (Samtgemeinde) i den centrale del af Landkreis Helmstedt, i den østlige del af den tyske delstat Niedersachsen. Administrationen ligger i byen Süpplingen. Den har navn efter højdedrag Elm, som ligger i syenden af området. Nord-Elm har et arel på 63 km² og en befolkning på knap 5.700 (2012); Den blev oprettet i 1969.
Kommuner i amtet:
- Frellstedt
- Räbke
- Süpplingen
- Süpplingenburg
- Warberg
- Wolsdorf